# Koala (Saaba)
Pour les articles homonymes, voir Koala (homonymie).
Koala est une localité située dans le département de Saaba de la province du Kadiogo dans la région Centre au Burkina Faso. En 2006, cette localité comptait 2 577 habitants dont 52,3 % de femmes.

## Santé et éducation
Koala accueille un centre de santé et de promotion sociale (CSPS) tandis que le centre médical d'importance le plus proche est le centre hospitalo-universitaire (CHU) du pays qui se trouve dans le quartier de Bogodogo à Ouagadougou.